# مجلة الفتاة الألمانية
كانت مجلة الفتاة الألمانية (بالألمانية:das ˈdɔʏtʃə ˈmɛːdl̩) مجلة دعائية للنازية تستهدف الفتيات، خاصةً أعضاء رابطة الفتيات الألمانيات.
كانت المجلة في الواقع صاحبة الفكرة الأصلية لتأسيس الرابطة. نُشرت المجلة بشكل شهري بين عامي 1933 و1942.
على عكس اتجاه مجلة مغامرات بيمبف، التي كانت مخصصًلهتلر لشباب هتلر، حثت عمجلة الفتاة الألمانية على المشي لمسافات طويلة، وتضميد جراح الجرحى، والعمل الجاد في المصانع، وتشجيع للأمومة. كان هناك من ناحية أخرى، على النقيض من مجلة الفتاة الألمانية، المجلة الوطنية الاشتراكية النسائية التي ركزت بكثير على المرأة الألمانية القوية والنشطة. شملت اهتمامات المجلة الصحة والتعليم والخدمة والرياضة، وحرص على اقتنائها الشخصيات النسائية المشهورة من بينهن الأطباء والرياضيون والشعراء والطيارين.
اشتملت المقالات الواردة في المجلة على وصف خطاب يوتا روديجر عندما تم تعيينها لقيادة رابطة الفتيات الألمانيات، حيث أخبرت الفتيات بواجباتهن تجاه ألمانيا، وقصة حول كيفية ضمان الفتيات الشابات لوفاء وعد الأب الميت لابنه.

## روابط خارجية
- Material from "Das deutsche Mädel"